# Attentatet mot Charlie Hebdo
Attentatet mot Charlie Hebdo var ett terrorattentat mot den satiriska tidskriften Charlie Hebdo i Paris den 7 januari 2015, med tolv döda och elva skadade. Bland offren fanns fem satirtecknare samt två poliser.
Förövarna var ett muslimskt brödrapar i 30-årsåldern med salafistiska kopplingar. Efter två dagars polisjakt inringades de båda i en industribyggnad nordöst om Paris, där de efter skottväxlingar till slut dödades. 
Vid ett till detta attentat relaterat mord- och gisslandrama i östra Paris den 9 januari krävde förövaren fri lejd för de båda bröderna. Gisslandramat slutade med ytterligare fem döda – fyra butiksbesökare och förövaren.  
Terrordåden ledde till stora manifestationer världen över mot våld och för yttrandefrihet.
Attacken mot Charlie Hebdo var det dödligaste terrordådet i Frankrike sedan 1961.

## Händelseförlopp

### 7 januari: attack motCharlie Hebdos redaktion
Klockan 11:30 den 7 januari 2015 tog sig två maskerade och tungt beväpnade män, bröderna Kouachi, in på tidningens redaktion i centrala Paris, i Paris elfte arrondissement på gatan Rue Nicolas Appert. Där öppnade de eld med Kalashnikovs och ska ha skjutit minst ett tjugotal skott medan de ropade "Allahu Akbar" samt "Profeten har fått hämnd" (på franska). Attacken varade i ungefär fem minuter och därefter lämnade de två gärningsmännen tidningens lokaler. En polisbil stoppade deras flyktväg, men gärningsmännen öppnade eld mot den och tog sig förbi. En polis blev ihjälskjuten, deras tolfte och sista offer.  De lyckades därmed undkomma och ingen greps under den dagen.
Vid attacken dödades tolv människor och ytterligare elva personer skadades. Bland de mördade fanns satir- och serietecknarna Cabu, Charb, Tignous, Georges Wolinski och Philippe Honoré, ekonomen och kolumnisten Bernard Maris samt psykoanalytikern och kolumnisten Elsa Cayat. Vidare sköts två poliser, varav en var livvakt till Charb.
Efter att larmet om attacken nådde polisen höjdes säkerhetsnivån i centrala Paris till högsta nivån.
Samma dag gick president Hollande ut med att det tveklöst var fråga om en terroristhandling, medan oppositionsledaren Le Pen uttalade att det var en akt av islamister.

### 8 januari: jakt på förövarna och ny attack
Dagen efter dådet fortgick jakten på förövarna. Polisen gick ut med namn och bild på de två misstänkta: bröderna Saïd och Chérif Kouachi. Detta efter att ett kvarlämnat ID-kort hittats i deras övergivna flyktbil. Polisen fick upp spåret igen då bröderna sågs vid en bensinmack drygt sju mil nordöst om Paris. De undslapp dock även denna gång.

#### Polismord
Samma dag sköts en polis till döds och en vägarbetare skadades i Montrouge utanför Paris, när en tredje man öppnade eld med automatvapen. Förövaren flydde från platsen och kom undan. Dådet skedde i närheten av en judisk skola, som misstänktes vara det egentliga målet för attacken. Initialt sågs inga kopplingar mellan dådet i Montrouge och onsdagens attack mot Charlie Hebdo.

### 9 januari: Gisslandrama i två omgångar

#### Bröderna Kouachi tar gisslan
Ett massivt polisuppbåd ägnade sig under fredagen den 9 januari åt inringningsaktioner i områden norr om Paris. När gärningsmännens bil stoppades i en vägspärr i ett industriområde i orten Dammartin-en-Goële nordöst om Paris utbröt skottlossning. De flydde sedan in i en industrilokal där de tog gisslan. Medan gisslandramat pågick fick polisen telefonkontakt med de misstänkta bröderna, som meddelade att de agerade på uppdrag av al-Qaida och var beredda att dö som martyrer i sitt försvar av Profeten Muhammed. Samma dag på kvällen stormades byggnaden där de två misstänkta gärningsmännen befann sig och de två dödades i en eldstrid med den franska polisstyrkan, medan mannen som hölls gisslan kunde fritas.

#### Amedy Coulibaly tar gisslan
Samma dag utspelades ett annat gisslandrama i östra Paris vid Porte de Vincennes. En man tog femton personer som gisslan i en judisk mataffär efter att ha dödat fyra personer, och krävde att polisen skulle låta gärningsmännen i Dammartin-en-Goële, alltså bröderna Kouachi, gå fria. Samtidigt som polisen stormade industrilokalen i Dammartin-en-Goële stormade man även mataffären. Gisslantagaren sköts ihjäl även där, men ingen ur gisslan skadades.
Gisslantagaren, Amedy Coulibaly, visade sig också vara den som dagen före dödat polisen Clarissa Jean-Philippe i Montrogue. Han kom från samma terroristcell som bröderna Kouachi.

## Bakgrund
Charlie Hebdo är en satirtidning som inte väjer för att publicera provokativa teckningar och texter. Tidningen sparkar uppåt och har särskilt utsett politiska makthavare, religiösa ledare och andra maktinstitutioner som måltavla för sin satir. Detta gör tidningen kontroversiell i många kretsar. Deras satir av religion, och främst av islam, har flera gånger lett till protester. 
- Charlie Hebdo återtryckte 2006 de "Muhammedbilder" som efter den ursprungliga publiceringen i Jyllands-Posten 2005 ledde till mordhot, demonstrationer och en flerårig kontrovers. För detta stämdes tidningen av flera muslimska samfund i Frankrike, men man friades i domstol.[19]
- I november 2011 förstördes tidningens lokaler i en attack med brandbomber, efter det att veckans nummer getts ut som Charia Hebdo ('Veckans sharia') och med profeten Muhammed som föregiven chefredaktör.[20]
- I nyårsnumret 2014/2015 syntes chefredaktör Charbs teckning med en automatgevärsbehängd gestalt och texten (i översättning):

| ”       | Fortfarande inga attentat i Frankrike. Vänta! Vi har hela januari på oss att skicka nyårshälsningar… | „ |
| – Charb | |   |

- Tidningens sista publikation före attacken var en satirisk tweet om IS ledare Abu Bakr al-Baghdadi.[7] Strax innan hade IS skickat ut ett hot riktat mot Frankrike.[6]

Straffet för att smäda profeten är enligt sharialagar döden och terroristerna ansåg sig därför utföra guds verk (se jihadism). Det ska dock vid tillfället inte ha legat någon direkt hotbild mot kontoret eller enskilda anställda, enligt en överlevande kollega. Tidningen var dock ständig bevakad på grund av de tidigare attackerna.
Händelsen föregicks av flera andra attacker med islamistiska förtecken i Frankrike, däribland skottlossning mot poliser i Tours och en bilförare som körde in i en folkmassa i Dijon.

## Gärningsmän
Gärningsmännen Saïd och Chérif Kouachi var bröder i 30-årsåldern. De var franska medborgare med algeriska föräldrar. Under tidigt 2000-tal hade de radikaliserats politiskt och börjat umgås inom en grupp salafister. De mötte en jihadistrekryterare i Addawa-moskén i Paris 19:e arrondissement, en stadsdel dominerad av arabiska arbetare. Den äldre brodern Saïd hade 2011 enligt vissa uppgifter genomgått militär träning i Jemen, medan den yngre brodern Chérif avtjänat fängelsestraff för terroristrelaterade aktiviteter.
Amedy Coulibaly har beskrivits som en småtjuv, som två gånger dömts för rån och som även ska ha ägnat sig åt droghandel. Under sin tid i fängelse ska han ha radikaliserats och bland annat lärt känna Chérif Kouachi. Vid tiden för dådet hade han nyligen avtjänat ett femårigt fängelsestraff för att ha försökt frita en algerisk islamist dömd för bombdåden i Paris 1995 (en). Även Chérif Kouachi var misstänkt för inblandning i fritagningsförsöket, men friades.
Såväl Amedy Coulibaly som bröderna Kouachi ingick i ett parisiskt nätverk som rekryterade stridande till al-Qaida i Irak. Dessutom var både Coulibaly och Cherif Kouachi dedikerade anhängare till den terrordömde Djamel Beghal.

## Reaktioner

### Regeringschefer, statschefer och politiker

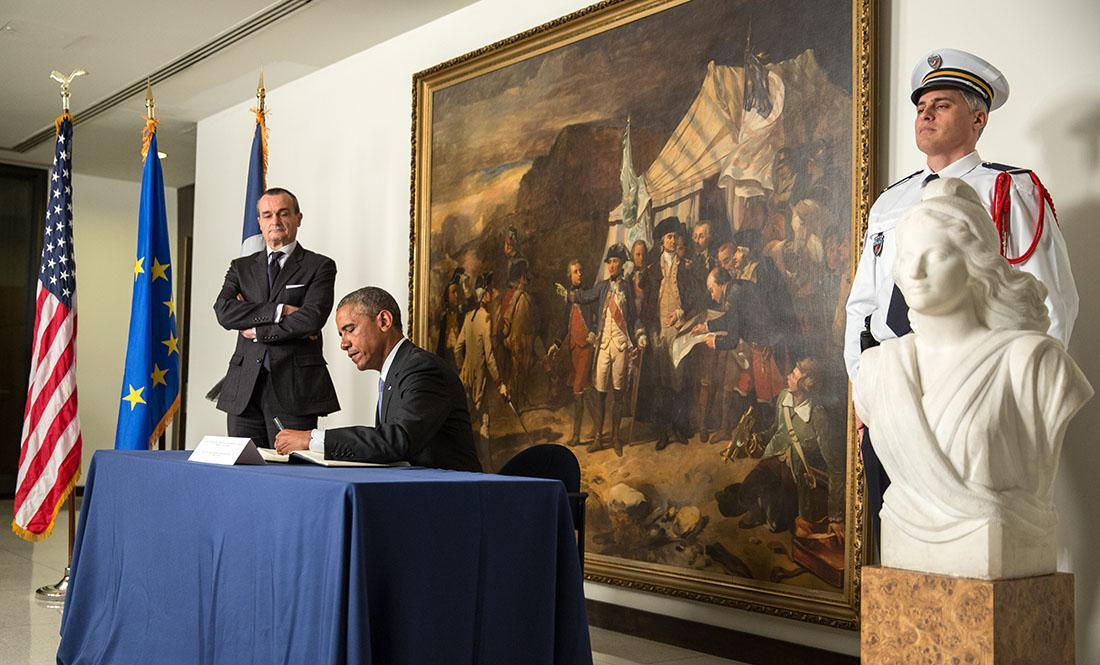
President Obama signerar kondoleansboken på Frankrikes ambassad i Washington D.C.

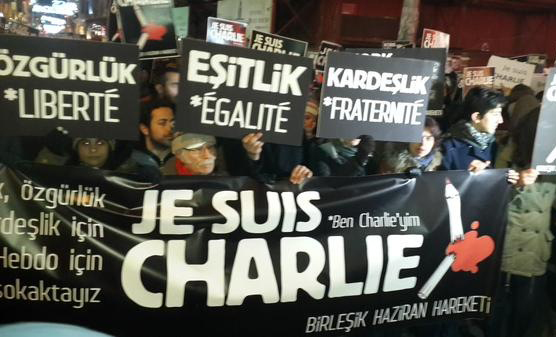
Efter attentatet spreds på sociala medier, affischtavlor och plakat slagordet "Je suis Charlie" ('Jag är Charlie'), som ett stöd för den drabbade tidningen. Fotot är från Istanbul 8 januari.

Ungefär en och en halv timme efter attacken, klockan 12:45, kommenterade Storbritanniens premiärminister David Cameron attacken på Twitter (nedan, i översättning):
| ”               | Morden i Paris är vedervärdiga. Vi står sida vid sida med det franska folket i kampen mot terror och för att försvara pressfriheten | „ |
| – David Cameron | |   |

Klockan 12:50 anlände Frankrikes president, François Hollande, till platsen för attacken. Han kallade attacken en terrorattack och sade att ingen skulle attackera Frankrike på detta sätt, och att myndigheterna skulle komma att hitta gärningsmännen. Hollande kallade även franska regeringen till ett krismöte kort efter attackerna. På kvällen utlyste Hollande tre dagars landssorg i Frankrike med anledning av attacken.
Sveriges statsminister Stefan Löfven fördömde attackerna och underströk att man måste stå upp för yttrandefriheten.
Borgmästaren i Rotterdam, Ahmed Aboutaleb (PvdA), uttryckte sig i starka ordalag om jihadister som avvisar det västerländska samhället.Även andra regeringschefer från 51 länder samt EU och FN kommenterade attacken.

### Manifestationer

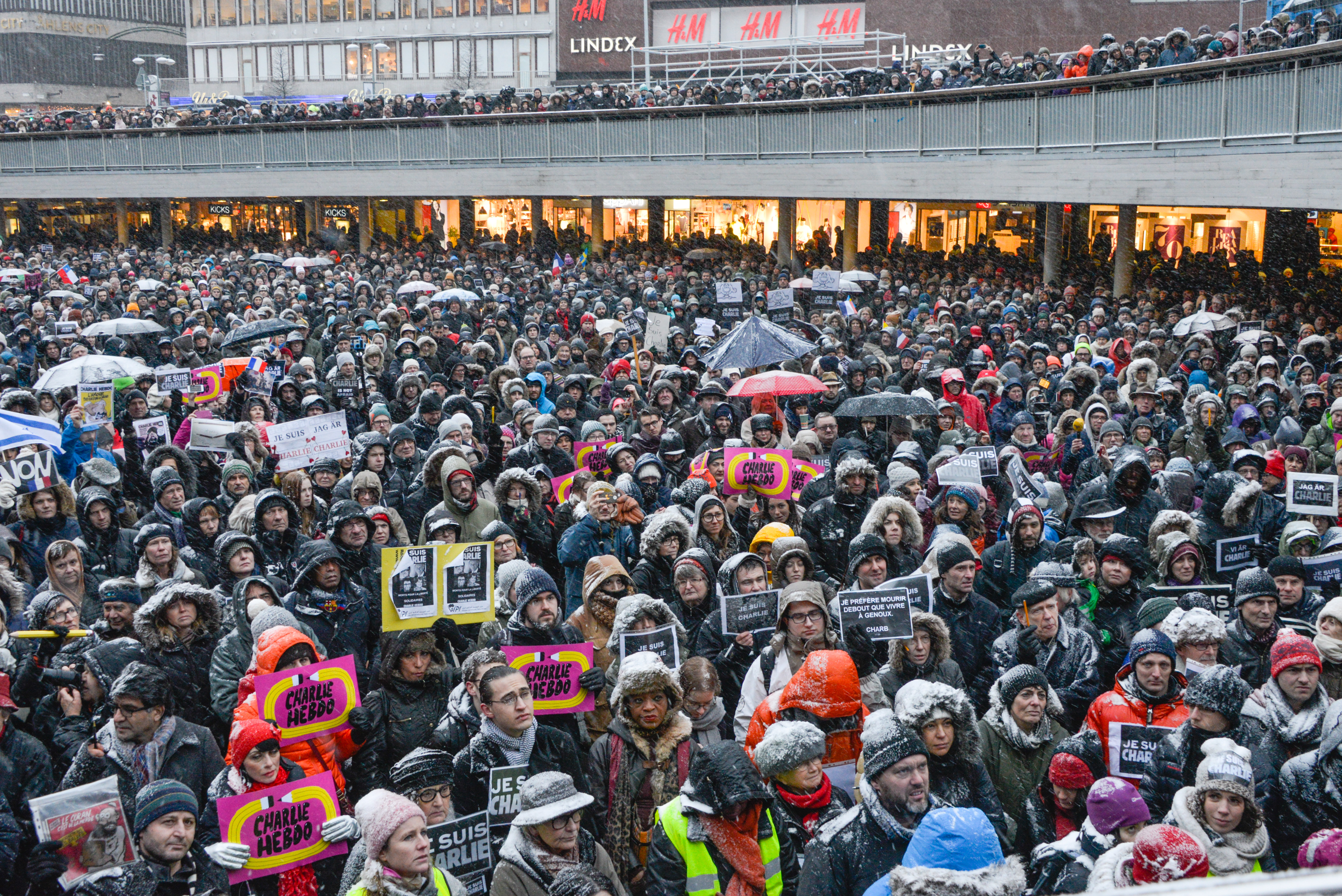
Demonstration på Sergels torg i Stockholm.

Slagordet Je suis Charlie ("Jag är Charlie") myntades bara timmar efter attentatet och blev ett motto för solidaritet som förekom på flera manifestationer, i tidningar och på sociala medier.
Den 8 januari (dagen efter attacken) samlades uppskattningsvis 100 000 till olika manifestationer runt om i Frankrike, varav 35 000 hade tagit sig till Place de la République i Paris. Mellan den 9 och 10 januari belystes Triumfbågen med texten Paris est Charlie ("Paris är Charlie").
Den 9 januari utnämndes Charlie Hebdo till Paris hedersmedborgare av stadens borgmästare.
Den 11 januari deltog miljontals människor över hela Frankrike och världen i manifestationer. Bland annat samlades över en och en halv miljon människor i centrala Paris, där de tågade för frihet längs Boulevard Voltaire.  Bland dem som tågade fanns många regerings- och statschefer, som den franske presidenten François Hollande, Storbritanniens premiärminister David Cameron, Tysklands förbundskansler Angela Merkel samt även Sveriges statsminister Stefan Löfven. 
Den 13 januari hölls en ceremoni för de tre döda poliserna, som tilldelades utmärkelsen riddare av Hederslegionen.
I Sverige anordnades manifestationer i Göteborg och Umeå och på Sergels torg i Stockholm samlades tusentals personer i snöovädret och lyssnade till ett 20-tal talare från flera olika publicister.

### Våldsrelaterade reaktioner
Dådet mot Charlie Hebdo ledde även till flera antimuslimska aggressionshandlingar natten den 7–8 januari 2015 och på morgonen efter. Skottlossning och granatdumpningar vid moskéer och muslimska butiker inträffade i Le Mans, Port-la-Nouvelle och Villefranche-sur-Saône.
Jihadister i Sverige hyllade attacken, uttryckte sig kritiskt om yttrandefrihet och lovordade terrororganisationer som Al-Qaida och Islamiska Staten i en Facebookgrupp om cirka 430 medlemmar varav vissa har stridit i Syrien och Irak.

## Vidare efterspel

### Frankrike
Vid gisslandramat den 9 januari gömde den unge muslimske maliern Lassana Bathily ett antal av butikskunderna i den judiska butikens källare, så att kidnapparen inte skulle få syn på dem. Efter ett allmänt upprop till stöd för Bathily, beslutades 15 januari att han skulle få franskt medborgarskap.

Överlevaren Zineb El Rhazoui, anställd vid Charlie Hedbo men inte närvarande vid dådet, menade i en intervju 2016 att attacken på Charlie Hebdo inte var ett undantag utfört av några få radikaler utan konstaterade att satirteckningar är förbjudna i pressen i alla muslimska länder.
| I de franska kioskerna var Charlie Hebdo upplaga #1178 slut för andra dagen i rad, trots leverans av ny upplaga. |  | I de franska kioskerna var Charlie Hebdo upplaga #1178 slut för andra dagen i rad, trots leverans av ny upplaga. |
| I de franska kioskerna var Charlie Hebdo upplaga #1178 slut för andra dagen i rad, trots leverans av ny upplaga. |  | |

#### Effekt på tidningen
Charlie Hebdo som tidning rönte ett mångfaldigat intresse efter terrorattacken. Trots attentatet den 7 januari kom man en vecka senare ut med sitt veckonummer, upplaga #1178. Normalt trycks tidningen i 45 000–60 000 exemplar, men denna gång beslöts att trycka numret i en miljon exemplar. När denna upplaga nästan omgående sålde slut trycktes fler. Mellan 14 och 17 januari 2015 trycktes numret i sju miljoner exemplar, vilket är rekordupplaga inom den franska nyhetspressen. Omslaget på numret hade en teckning med rubriken “Tout est pardonné” (“Allt är förlåtet”) och visade en gråtande Muhammed med en “Je suis Charlie”-skylt.
Därefter pausades utgivningen av tidningen fram till den 4 februari, medan 14-januarinumret #1178 fortsatt fanns till försäljning. Den "nya" redaktionen leddes av andreredaktören Riss, som blev skadad i attacken men fortsatte sitt karikatyrarbete redan från sjukhussängen.

#### Allmänhetens åsikter
I samband med attentatens rättegång år 2020 gjordes en opinionsundersökning i Frankrike som visar att landets invånare hade delade meningar om attacken, även om majoriteten var fördömande: 
- Av landets muslimska befolkning var det 18% som inte fördömde attacken mot Charlie Hebdo[b], att jämföra med 8% för landet i stort. Dessutom skulle 41% av muslimerna inte ha deltagit i en tyst minut över de tolv offren.
- Bland unga muslimer (under 25 år) var skillnaden större: En fjärdedel fördömde ej attentatet medan 12% fördömde gärningarna men delade vissa av attentatsmännens åsikter. Andelen som ansåg att deras religion står över landets värderingar var i majoritet (74%) bland muslimer under 25 år.
- Drygt hälften (59%) av de tillfrågade ansåg att tidningar har rätt att publicera satiriska bilder av religiösa personligheter, likt Muhammedkarikatyrerna publicerade av Charlie Hedbo, som en del av yttrandefriheten. Detta var en ökning jämfört med 38% år 2006, då samma fråga ställdes i samband med Muhammedkarikatyrernas publicering i Jyllands-Posten. [46]

#### Attentat på årsdagen
Samma datum ett år senare attackerade en asylsökare ifrån Tunisien beväpnad med ett huggvapen och falskt bombbälte en polisstation i Paris. Han ropade "Allahu akbar" när han gick till attack och sköts ihjäl av polis efter att han upprepade gånger vägrat lyda tillsägelse från poliser om att stanna.

### Belgien
Veckan efter dåden, 16 januari 2015, gjorde den belgiska polisen flera tillslag mot en misstänkt terrorcell i Bryssel och i Verviers i östra delen av landet, och en förmodad storskalig terrorattack ska ha avstyrts i sista stund. Vid en eldstrid i Verviers mellan polis och tungt beväpnade (misstänkta) terrorister dödades två personer, medan en skadades svårt. Denna terrorcell tillhörde dock IS och var inte kopplad till dåden i Paris, även om det spekulerades om kopplingar till Amedy Coulibaly. En belgisk vapenhandlare blev också anhållen, misstänkt för att ha försett Coulibaly med vapen. 
Torsdagen den 22 januari 2015 skulle Musée Hergé i Louvain-La-Neuve öster om Bryssel öppna sin Charlie Hebdo-utställning för allmänheten. Kvällen efter onsdagens pressvisning beslöt dock ledningen för museet att ställa in utställningen. Orsaken var säkerhetssituationen i Belgien, som efter händelserna i Frankrike och Belgien medfört att polismyndigheterna höjt beredskapen till nivå 3.

### Muslimska länder
I ett antal muslimska länder ledde uppmärksamheten kring Charlie Hebdo och dess karikatyrer till protester och våldshandlingar. Inte minst sågs 14 januari-numret #1178, med dess muslimska framsida (med vad vissa tolkade som Muhammed), på många håll som en direkt provokation mot den muslimska tron. Demonstrationer och/eller officiella uttalanden skedde bland annat i Egypten, Senegal, Mali och Iran.
- Pakistans nationalförsamling fördömde användningen av Muhammed på tidningens omslag. Vid demonstrationer i Karachi skadades minst tre personer.[51]
- Våldsamma demonstrationer på flera platser i Niger ledde till ett nedbrunnet bibliotek, minst 45 plundrade kristna kyrkor och tio döda.[52]
- Den 16 januari arrangerades stora demonstrationer i flera algeriska städer. Bland slagorden fanns "Jag är Muhammed".[53]

## Återpublicering 2020 och nya attacker
I september 2020 publicerade Charlie Hebdo Muhammed-karikatyrerna på nytt. Återpubliceringen följdes av protester i Pakistan där demonstranter brände Frankrikes flagga.
Senare samma månad begicks ännu ett dåd riktat mot Charlie Hebdo, då en man beväpnad med köttyxa attackerade människor utanför redaktionens tidigare lokaler. Två personer blev allvarligt skadade. Redaktionen för Charlie Hebdo hade dock efter dådet 2015 flyttat till hemlig adress, och de skadade hade ingen koppling till tidningen.

## Attentatsoffren - urval

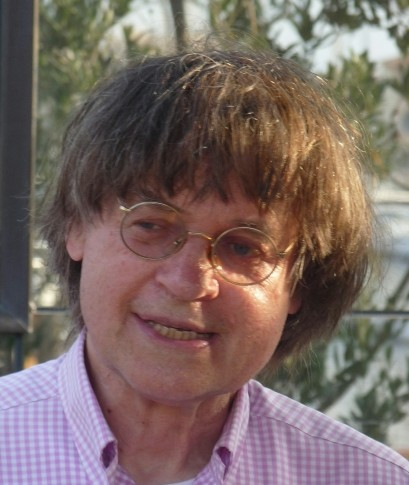
Cabu
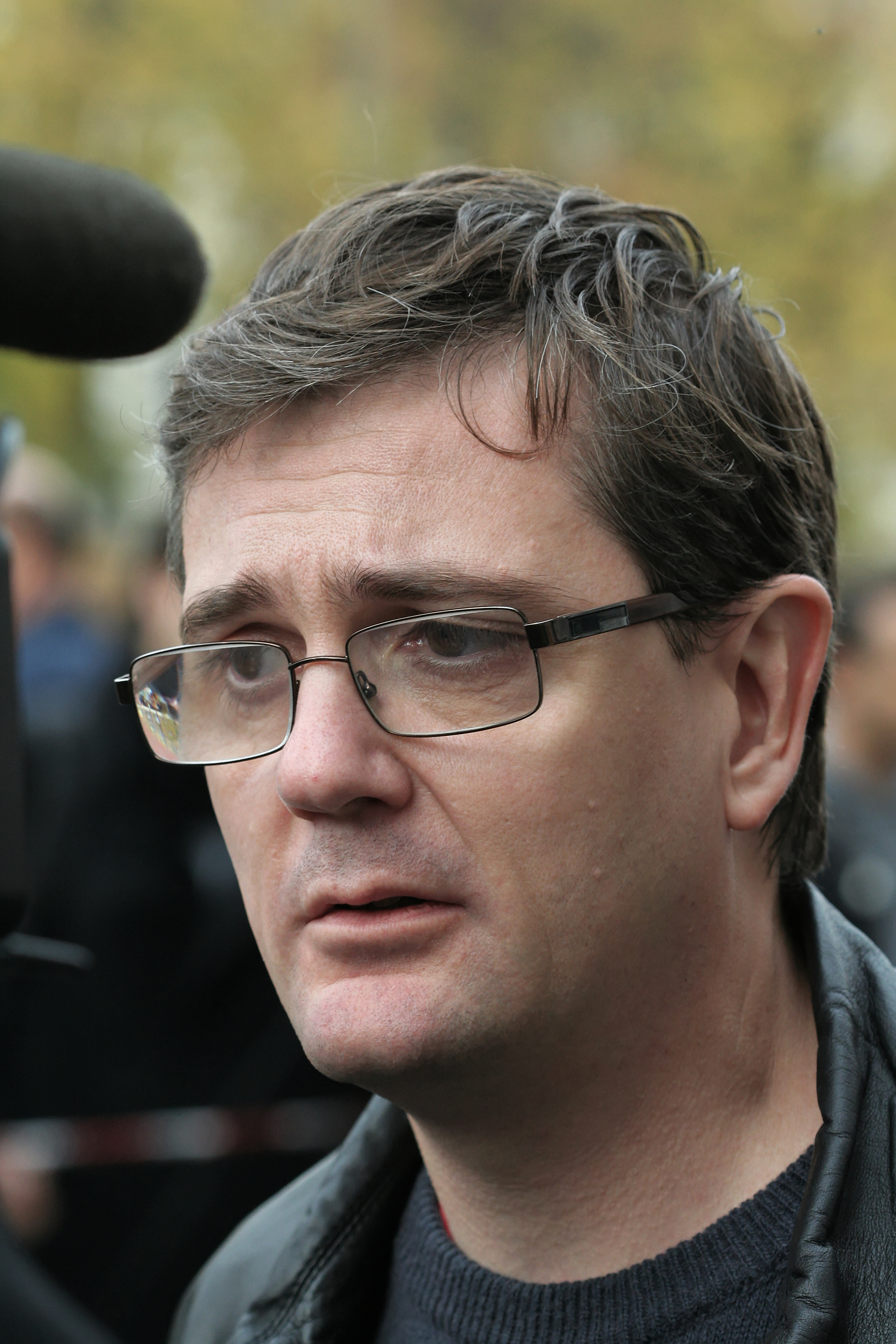
Charb
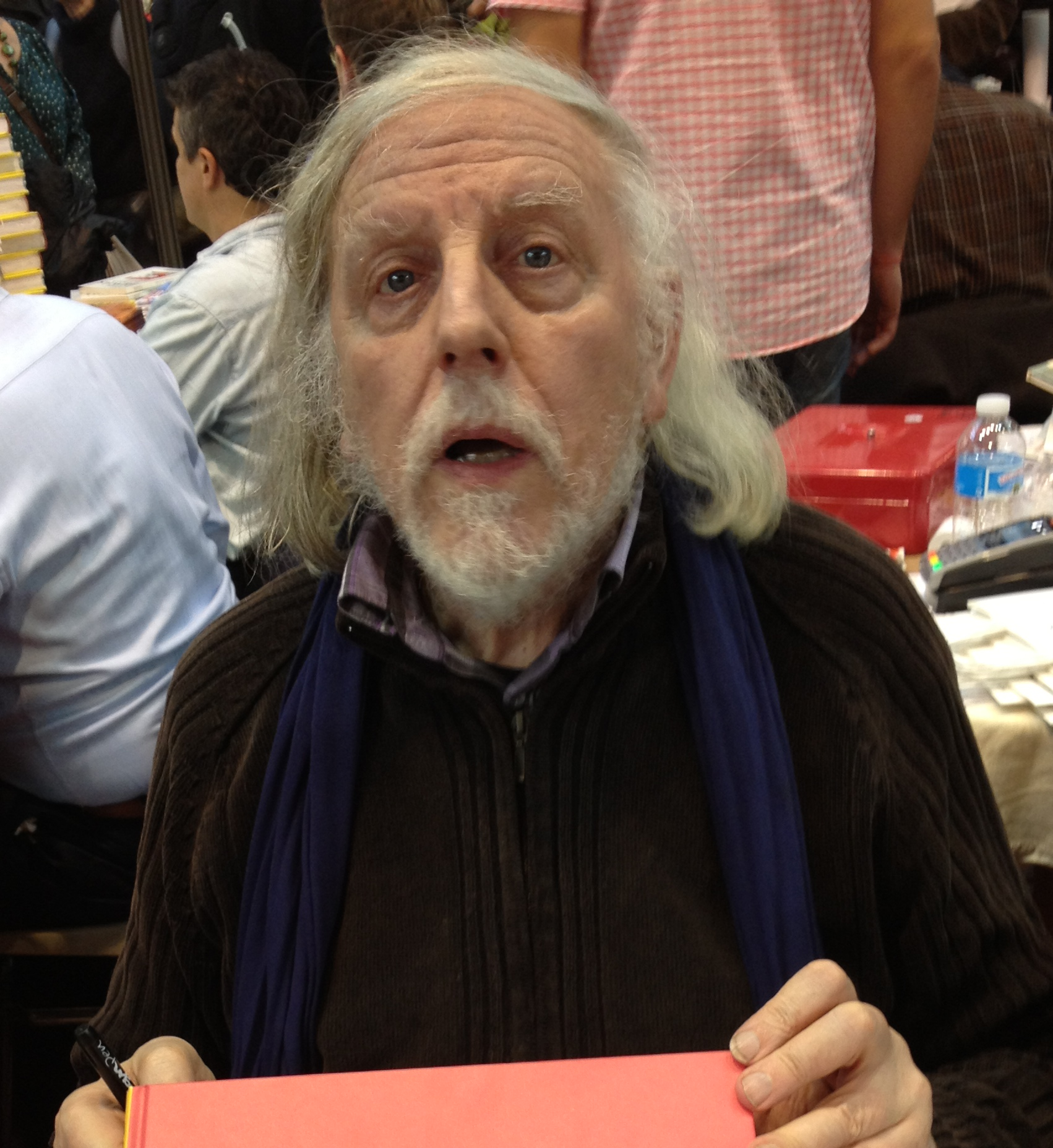
Honoré
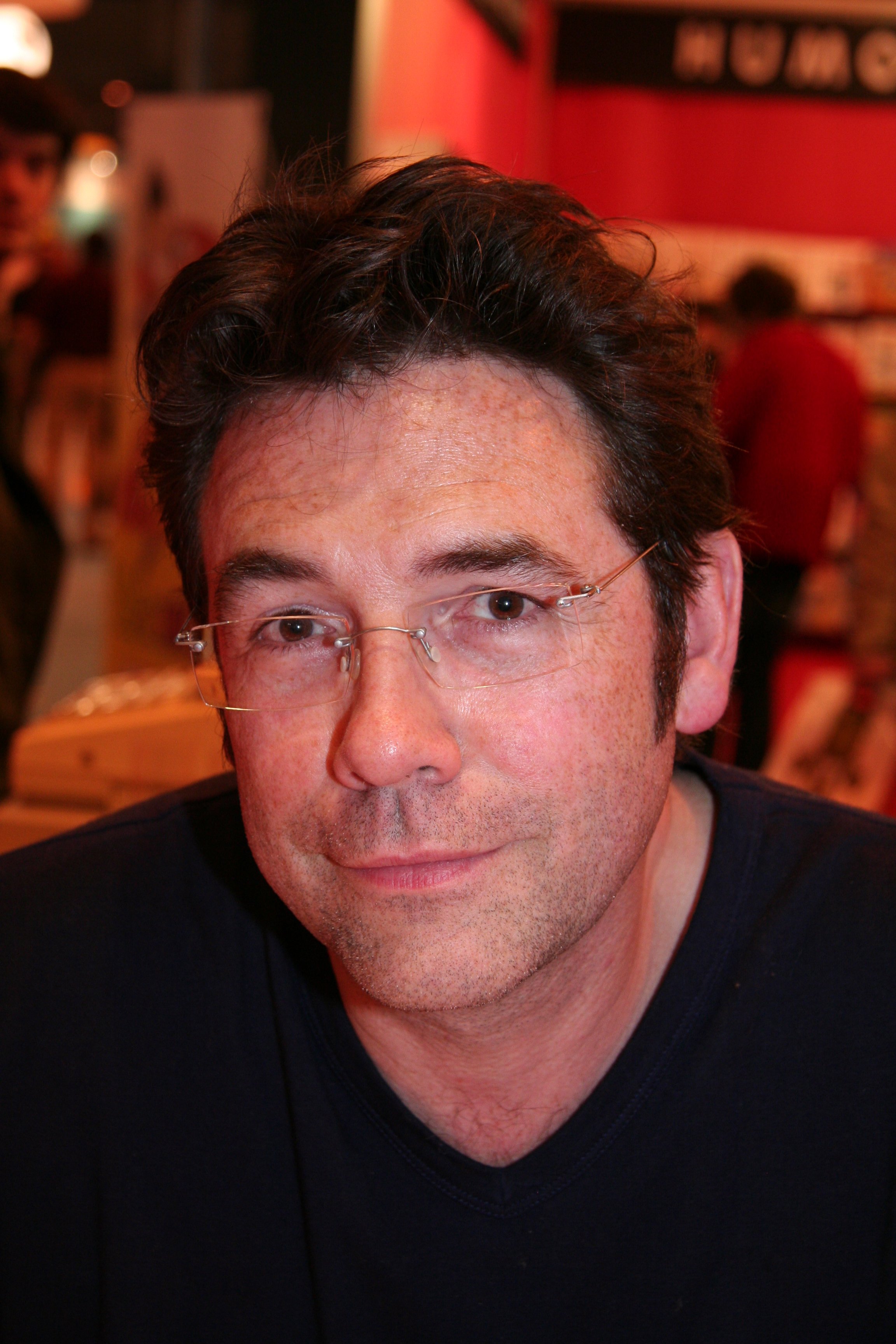
Tignous
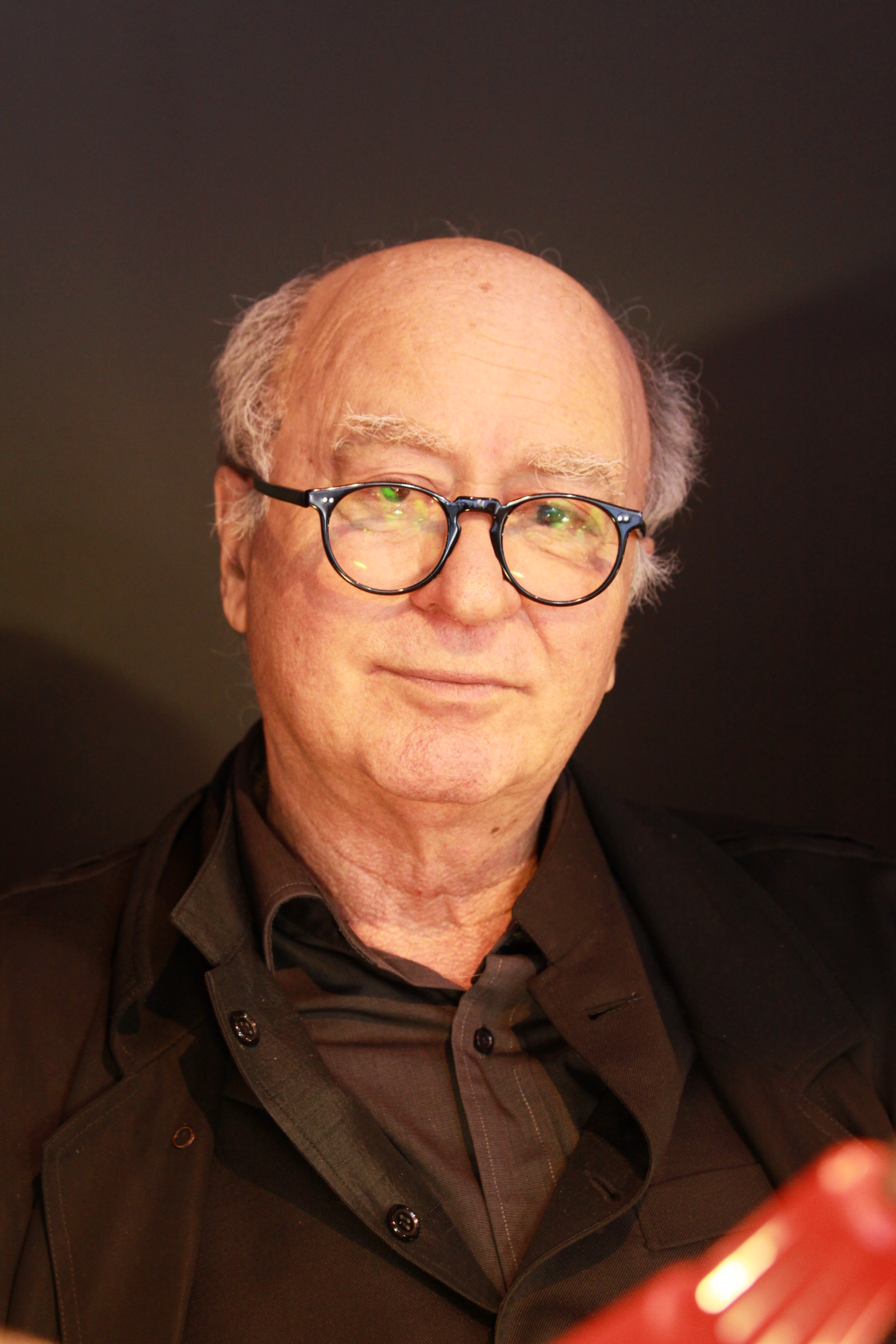
Georges Wolinski